# مارتن لانغ (لاعب دوري الرغبي)
مارتن لانغ (بالإنجليزية: Martin Lang)‏ هو لاعب دوري الرغبي أسترالي، ولد في 26 سبتمبر 1975 في أستراليا.